# MCW Hardcore Championship
El MCW Hardcore Championship fue un campeonato de la Memphis Championship Wrestling. El primer campeón fue Bitty Little, ya que forzó al comisionado de la MCW Al Kee Holic a otorgarle el campeonato, a pesar de haberse programado un torneo para determinar al primer campeón. Joey Abs le entregó el título al comisionero Schultz después de ganar. Schultz dejó el título descontinuado el 1 de junio de 2001. Schultz afirmó odiar la lucha hardcore, y se comprometió a lanzar el cinturón al río Misisipi.

## Historia
| Luchador:                                                             | Reinados: | Fecha:                | Lugar:              | Notas:                                                                        |
| --------------------------------------------------------------------- | --------- | --------------------- | ------------------- | ----------------------------------------------------------------------------- |
| MCW Hardcore Championship                                             |           |                       |                     |                                                                               |
| Bitty Little                                                          | 1         | 17 de febrero de 2001 |                     | Otorgado.                                                                     |
| Seven                                                                 | 1         | 21 de abril de 2001   |                     |                                                                               |
| Joey Abs                                                              | 1         | 11 de mayo de 2001    | Coldwater, Misisipi | Abs le entregó el título al Comisionero de la MCW Schultz después de ganarlo. |
| Schultz abandonó el título el 1 junio en 2001 en Marmaduke, Arkansas. |           |                       |                     |                                                                               |